# Давид де Роан
«Давид „Де Роан“» (італ. David "De Rohan") — втрачена бронзова статуя Мікеланджело Буонарроті, виготовлена приблизно в 1502—1508 роках. Окрім неї відомо ще тільки одну роботу митця у бронзі — знищену статую «Юлія II».

## Історія
На той час Флоренція дуже потребувала дружби із Францією, якій республіка також боргувала гроші. Посли флорентійської сеньйорії при французькому дворі дізналися, що П'єр де Роан, французький маршал Ж'є (Жіє), який на той час був у прихильності французького короля Людовика XII, хотів купити (насправді ж отримати у подарунок) копію бронзового Давида Донателло.
Тому ще під час роботи над мармуровим «Давидом», Мікеланджело отримав замовлення від гонфалоньєра П'єтро Содеріні на бронзову статую Давида. Її висота мала становити «два лікті й четвертинка», він мав її завершити протягом наступних 6 місяців. Мікеланджело прийняв замовлення 12 серпня 1502 року, але не виглядає, що мова у контракті була про копію. Виданий аванс у розмірі 20 золотих флоринів був зарахований до витрат на війну з Пізою. Усього за роботу мало бути виплачено 50 золотих флоринів.
Бенедетто да Ровеццано допомагав Мікеланджело у роботі з бронзою, а може й завершив її.
Робота над бронзовим Давидом затягнулася, маршал втрачав терпіння, що видно з листування між флорентійською делегацією при французькому дворі та сеньйорією Флоренції. 1503 року маршал втратив прихильність короля, тож статую вирішили подарувати Флорімону I Роберте д'Аллюї (фр. Florimond Ier Robertet d'Alluye), секретареві фінансів, який теж був шанувальником італійського мистецтва. Протокол засідання Синьйорії від 6 листопада 1508 року стверджує, що бронзова статуя, вагою 800 фунтів, була «спакована в ім'я Боже», і відправлена до Сіньї, щоб звідти поїхати до Ліворно. Кілька місяців по тому зусилля флорентійців були винагороджені, і Пізанська республіка була розбита.
Роберте отримав статую, яку помістили на колону в Отель д'Аллюї (фр. Hôtel d'Alluye), палаці Роберте в Блуа, але в інвентарі 1532 року, як видається, її перемістили у двір його шато де Бюрі (фр. Château de Bury) біля замку Блуа. Понад століття пізніше статую перемістили до шато де Віллеруа (фр. Château de Villeroy), неподалік від Меннесі, звідки вона зникла без вісті. В описі замку Віллеруа 1755 року вона згадується, але на той час, ймовірно, була втрачена пам'ять про те, хто був автором бронзи.
Можливо, що робота Мікеланджело була знищена під час заворушень Французької революції.

## Опис

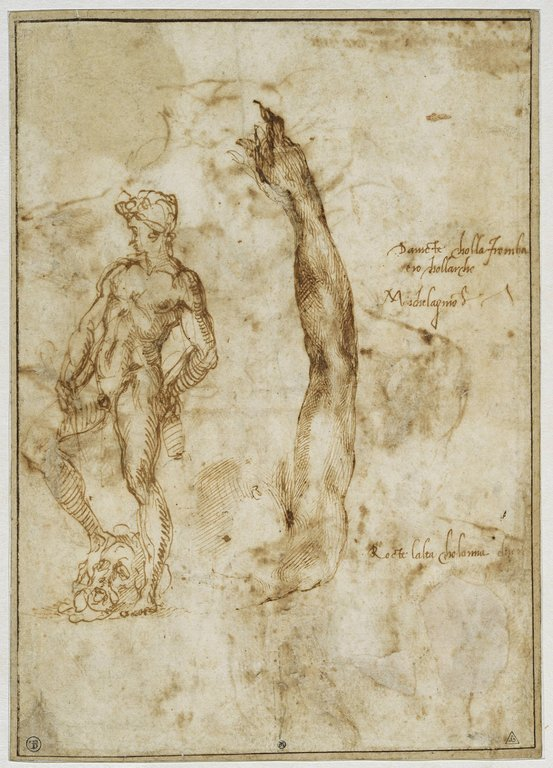
Малюнок із автографом, інв. № 714 (чорнило, 0,263x0,188 м). Кабінет креслень, Лувр

Вазарі про статую пише: «Завдяки великій славі, яку здобув Мікеланджело як скульптор, він зробив ще на замовлення вищезгаданого гонфалоньєра[П'єтро Содеріні] надзвичайно гарну бронзову статую Давида, яку той надіслав у Францію».
Копій роботи не збереглося, тому можна лише припускати стилістичне визначення та іконографію. Були також різні спроби ідентифікувати твір, жодна з яких не привела до остаточного рішення. Луї Куражо (1885) вказав на маленького «Давида» з Лувру, який уже належала Каролю Пульському, але, ймовірніше, копію «Давида Мартеллі» авторства Донателло; ще одна статуя, насправді малоцінна, була виявлена в державному музеї в Амстердамі; бронзовий «Давид» у музеї Каподімонте також приписується Антоніо Поллайоло. У Будинку Буонарроті є також теракотова можель, яку дехто з мистецтвознавців вважає моделлю втраченого «Давида де Роана».
Малюнок Мікеланджело із автографом, який зберігається під інвентарним номером 714 у кабінеті креслень Лувру, вважається ескізом втраченого бронзового Давида.
Джон Аддінґтон Сімондз, історик культури, вважав, що ескіз дає уявлення про «ідеального» Давида для Мікеланджело, і описував малюнок так:
|  | М'язистий і оголений юнак, а не просто хлопець, як статуя-колос [Давид], міцно стоїть на лівій нозі, тулуб сміливо відкинутий назад. Його права нога опирається на гігантську голову Голіафа, а ліва рука, вивернута назад на сідницях, тримає те, що, здається, призначене бути пращею. Тут ми бачимо, якою була б концепція Мікеланджело про ідеального Давида, коли б він працював у більш сприятливих умовах, ніж це дозволяв пошкоджений блок [мармуру]. На полях сторінки чітко простежуються такі слова: «Davicte cholla fromba e io chollarcho Michelagniolo», — Давид з пращею, а я з луком». Оригінальний текст (англ.) [The muscular and naked youth, not a mere lad like the colossal statue, stands firmly posed upon his left leg with the trunk thrown boldly back. His right foot rests on the gigantic head of Goliath, and his left hand, twisted back upon the buttocks, holds what seems meant for the sling. We see here what Michelangelo's conception of an ideal David would have been when working under conditions more favourable than the damaged block afforded. On the margin of the page the following words may be clearly traced: "Davicte cholla fromba e io chollarcho Michelagniolo," — David with the sling, and I with the bow"] Помилка: [undefined] Помилка: {{Lang}}: немає тексту (допомога): текст вже має курсивний шрифт (допомога) |

Сімондз не висловлює припущень щодо значення фрази «з луком», але зауважує, що італійською фраза «Con l'arco della schiena» означає «з усією силою». Наявність інших рядків на цьому ж папері може свідчити про поетичні вправляння Мікеланджело[а].

## Виноски
1. 1 2  Вазарі, 1970, с. 500.
2. ↑  Hartt, 1969, с. 23.
3. 1 2 3 4 5  Symonds, vol.1, 1925, с. 106.
4. ↑  Symonds, vol.1, 1925, с. 105.
5. ↑  Hartt, 1969, с. 302.
6. ↑  Symonds, vol.1, 1925, с. 106—107.
7. 1 2  Luca Gatti, Delle cose de' pictori et sculptori si può mal promettere cosa certa: la diplomazia fiorentina presso la corte del re di Francia e il Davide bronzeo di Michelangelo Buonarroti, in «Mélanges de l'Ecole française de Rome. Italie et Méditerranée» T. 106, N°2. 1994. pp. 433—472.
8. 1 2 3 4  Symonds, vol.1, 1925, с. 107.
9. ↑  Вазарі, 1970, с. 313.
10. ↑  BUONARROTI Michelangelo (Ecole florentine) Etudes pour la figure de David (фр.) . arts-graphiques.louvre.fr.